# Іванівщина
Івані́вщина — село у Україні, в Романівській селищній територіальній громаді Житомирського району Житомирської області. Чисельність населення становить 46 осіб (2001).

## Історія
У 1906 році — село Чуднівської волості Житомирського повіту Волинської губернії. Відстань від повітового міста 47 верст, від волості 14. Дворів 23, мешканців 183.
12 червня 2020 року, відповідно до розпорядження Кабінету Міністрів України № 711-р «Про визначення адміністративних центрів та затвердження територій територіальних громад Житомирської області», територію та населені пункти Ягодинської сільської ради включено до складу Романівської селищної територіальної громади Житомирського району Житомирської області.